# Geprüfte Sicherheit

GS-markering

Geprüfte Sicherheit (GS) is een (vrijwillig) Duits certificaat (te beschouwen als een keurmerk) voor vooral technische apparatuur. Het certificaat impliceert dat het apparaat voldoet aan de Duitse standaard (en indien van toepassing ook Europese standaard) voor veilig gebruik van het betreffende apparaat.
Het verschil tussen een GS-certificaat en de CE-markering, die verplicht op alle in Europa te gebruiken apparatuur staat, is dat een apparaat met een GS-certificaat is getest op veilig gebruik, terwijl een CE-markering slechts inhoudt dat het betreffende apparaat is ontworpen en geproduceerd (dus nog niet getest) volgens geldend Europees recht. GS is derhalve te vergelijken met KEMA-KEUR (een keurmerk van KEMA/DEKRA).
Een GS-certificaat kan worden verstrekt door een onderzoekcentrum zoals TÜV (Technischer Überwachungsverein) of Nemko.